# Ernst Gerland (Physiker)
Anton Werner Ernst Gerland (* 16. März 1838 in Kassel; † 22. März 1910 in Clausthal) war ein deutscher Wissenschafts- und Technikhistoriker, der über die Geschichte der Physik schrieb. Er war Professor für Physik an der Bergakademie Clausthal.

## Leben
Gerland stammte aus einer Kasseler Offiziersfamilie. Seine Eltern waren Balthasar Gerland (1795–1861), Generalmajor der Armee des Kurfürstentums Hessen, und Wilhelmine, geb. Grandidier. Er besuchte das Gymnasium in Kassel, das er 1854 mit dem Zeugnis für Prima verließ, um Ingenieur zu werden und studierte an der Höheren Gewerbeschule in Kassel, danach am Polytechnikum Karlsruhe Maschinenbau und ab 1859 Mathematik und Physik an der Philipps-Universität Marburg. 1860 gehörte er zu den Stiftern der Marburger Burschenschaft Arminia. Das Studium beendete er mit der Promotion 1864 bei Adolf Wüllner (Über das Verhalten zweier Salze in Lösung). Danach war er Hilfslehrer am Gymnasium in Kassel, 1867 kurz Assistent bei Wüllner bei Potsdam und ging ab 1867 als Assistent von Pieter Leonard Rijke an das Physikalische Institut der Universität Leiden, an dem er sich in Physik habilitierte. Er nahm am Deutsch-Französischen Krieg 1870/71 teil und war ab 1872 Lehrer für Mathematik und Physik an der Höheren Gewerbeschule in Kassel. 1888 wurde er Dozent an der Bergakademie Clausthal und war dort ab 1892 Professor für Physik und Elektrotechnik. Dies blieb er bis zu seinem Tod durch eine Influenza 1910, auf die Professur folgte ihm Siegfried Valentiner.
Gerland schrieb Aufsätze zur Technikgeschichte und eine Geschichte der Physik und gab physikalisch-technische Schriften von Gottfried Wilhelm Leibniz heraus. Er setzte sich auch mit dem sogenannten Dampfschiff von Denis Papin auseinander, das er weitgehend für eine Legende hielt.
1878 wurde er Mitglied der Leopoldina.
Es gibt auch einen gleichnamigen Historiker und Byzantinisten Ernst Gerland (1870–1934), der Professor in Frankfurt und mit ihm verwandt war. Seine Brüder waren der Jurist und Heimatforscher Otto Gerland sowie der Ethnologe, Geograph und Geophysiker Georg Gerland. Ernst Gerland war seit 1876 mit Henriette, geb. Doussin, verheiratet und hatte eine Tochter.

## Schriften
- Geschichte der Physik von den ältesten Zeiten bis zum Ausgange des achtzehnten Jahrhunderts, München, Berlin, Oldenbourg 1913 (Geschichte der Wissenschaften in Deutschland: neuere Zeit, Band 24)
- mit Ferdinand Traumüller Geschichte der Physikalischen Experimentierkunst, Leipzig 1899, Nachdruck Olms 1965
- Herausgabe mit Kommentar: Gottfried Wilhelm Leibniz Nachgelassene Schriften physikalischen, mechanischen und technischen Inhalts, Teubner 1906
- Leibnizen´s und Huygen´s Briefwechsel mit Papin nebst der Biographie Papin´s und einigen zugehörigen Briefen und Actenstücken, Akademie der Wissenschaften, Berlin 1881
- Licht und Wärme, Leipzig: G. Freytag 1883
- Das Thermometer, Berlin: Habel 1885
- Die Dampfmaschine im achtzehnten Jahrhundert in Deutschland, Hamburg 1887
- Der leere Raum, die Constitution der Körper und der Aether, Berlin: Habel 1883
- Die Anwendung der Elektricität bei registrirenden Apparaten, Wien: Hartleben 1887